# Caldera (Chile)
Caldera ist eine Hafenstadt und Kommune im Kleinen Norden Chiles in der Región de Atacama. Sie hat 14.000 Einwohner (Stand: 2003).

## Geographie und Klima
Caldera liegt etwa 75 km westlich von Copiapó am Pazifik.
Das Klima ist recht trocken, aufgrund der Nähe zur Atacama-Wüste.

## Geschichte

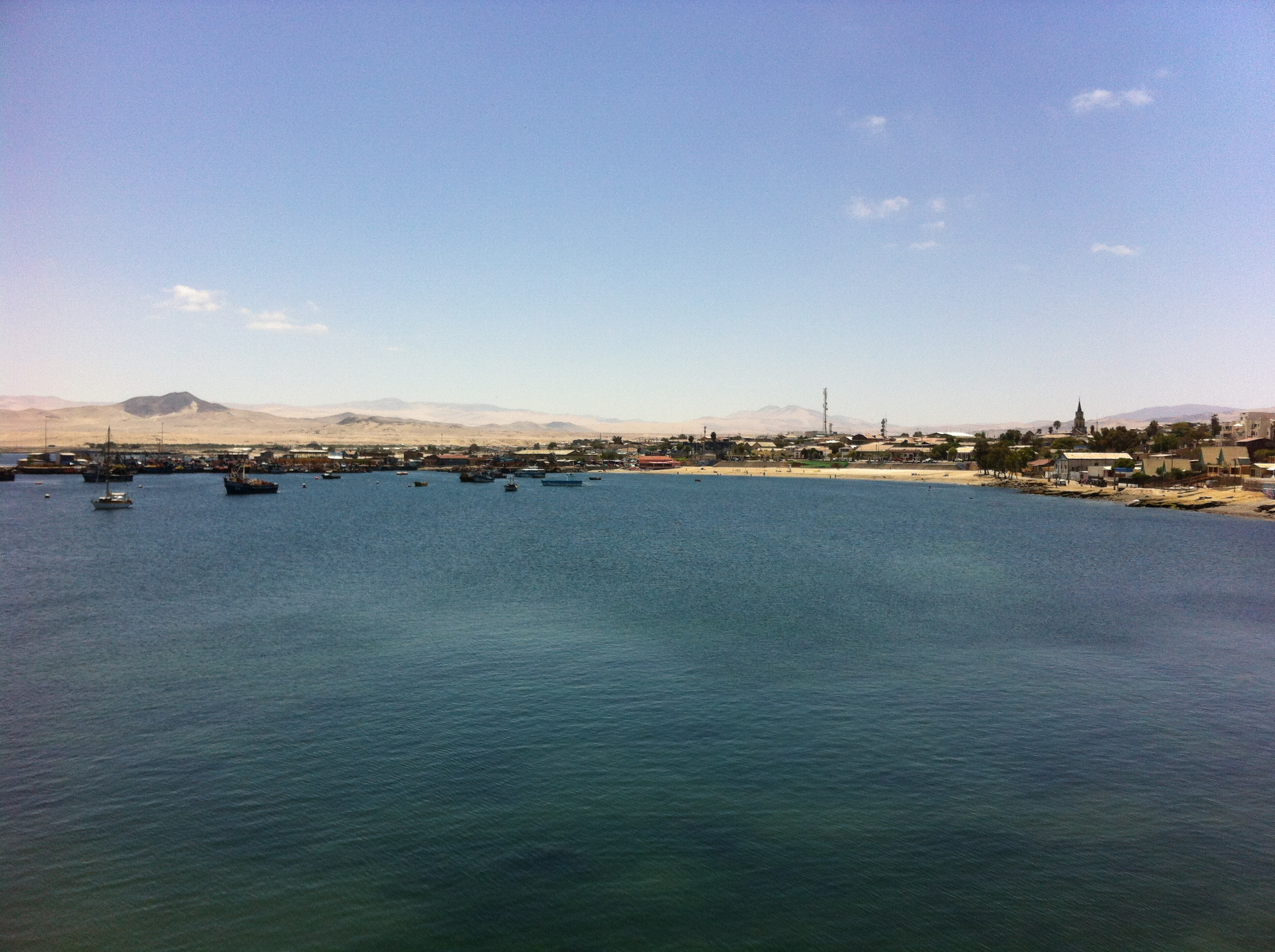
Hafen von Caldera

1687 erreichte der Engländer Edward Davis die Playa Bahía Inglesa (übersetzt: englischer Strand) an der Küste etwa 6 km von Caldera entfernt, 1840 besuchte der Engländer William Wheelwright von der Pacific Steam Navigation Company die Gegend um Caldera. Auf seine Anregung entstand die erste Eisenbahnstrecke im Jahre 1851 von Copiapó nach Caldera. Caldera wurde zum wichtigen Ausfuhrhafen von Erzen.
Die Stadt wurde offiziell am 23. September 1850 gegründet.
Die Stadt wurde häufig von schweren Erdbeben und Tsunamis heimgesucht, die letzten Beben waren 1868, 1877 und 1922. Etwa um 1800 v. Chr. gab es ein Erdbeben mit einem Wert von wahrscheinlich etwa Mw 9,5 auf der Momenten-Magnituden-Skala, was dem Erdbeben von Valdivia 1960 entspräche. Der folgende Tsunami verwüstete die Küste auf etwa 1000 km.

## Sehenswürdigkeiten
Ausflugsziele sind die Kirche San Vicente de Paul von 1862 und die Grotte Padre Negro. Die Grotte von 1978 wurde vom Pater Velasquez mit biblischen Motiven ausgestaltet. Die Playa Bahía Inglesa ist als Badestrand geeignet.
Elf km nördlich befindet sich der Santuario de la Naturaleza Granito Orbicular, in dem Felsen aus Kugelgranit besichtigt werden können. 30 km nördlich liegt der Nationalpark Pan de Azúcar mit großen Kakteenvorkommen und Humboldt-Pinguinen.

## Wirtschaft
Die Stadt lebt hauptsächlich vom Kupferbergbau und vom Anbau von Zitrusfrüchten, die über den Hafen verschifft werden. Der Fischfang und Tourismus spielen ebenfalls eine wichtige Rolle. Die Strände locken viele Besucher an.

## Bildergalerie

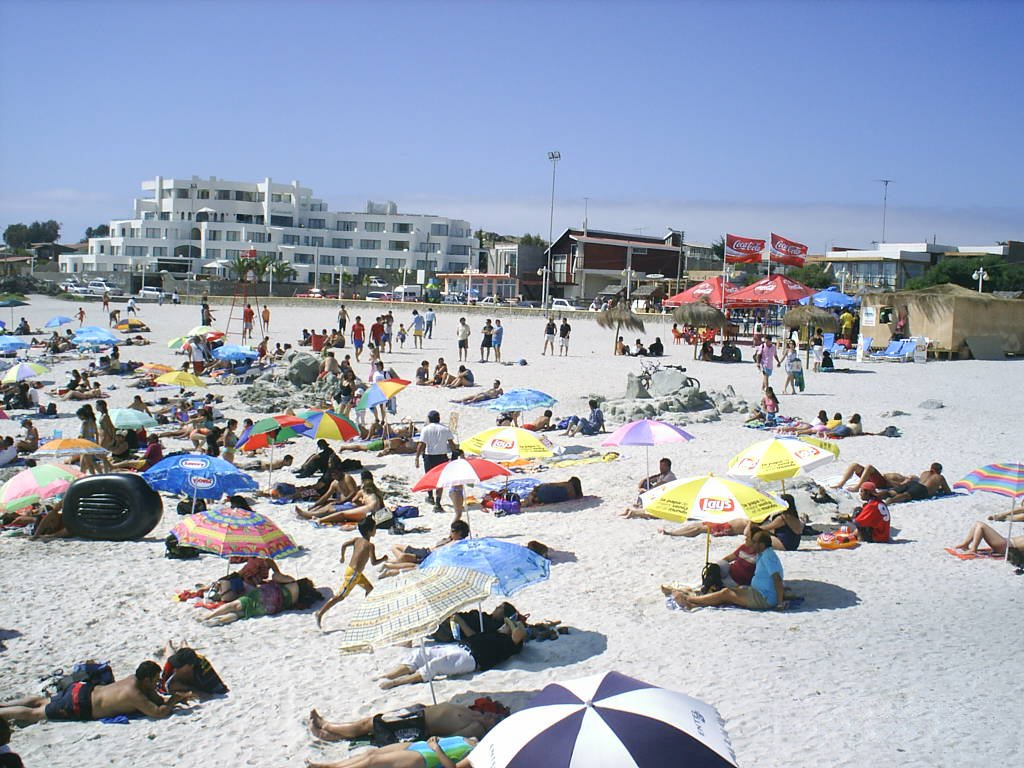
Bahía Inglesa.
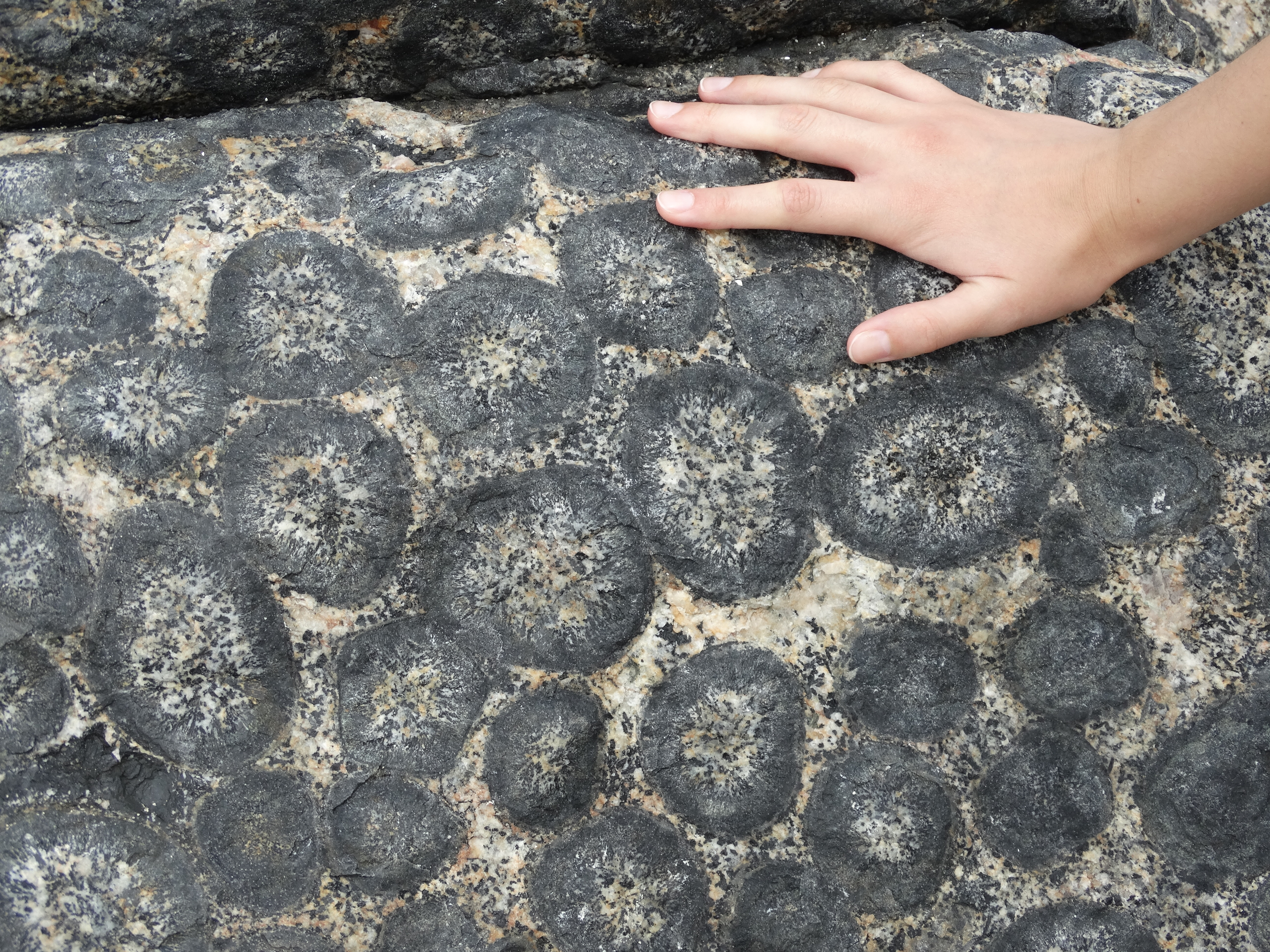
Kugelgranit.
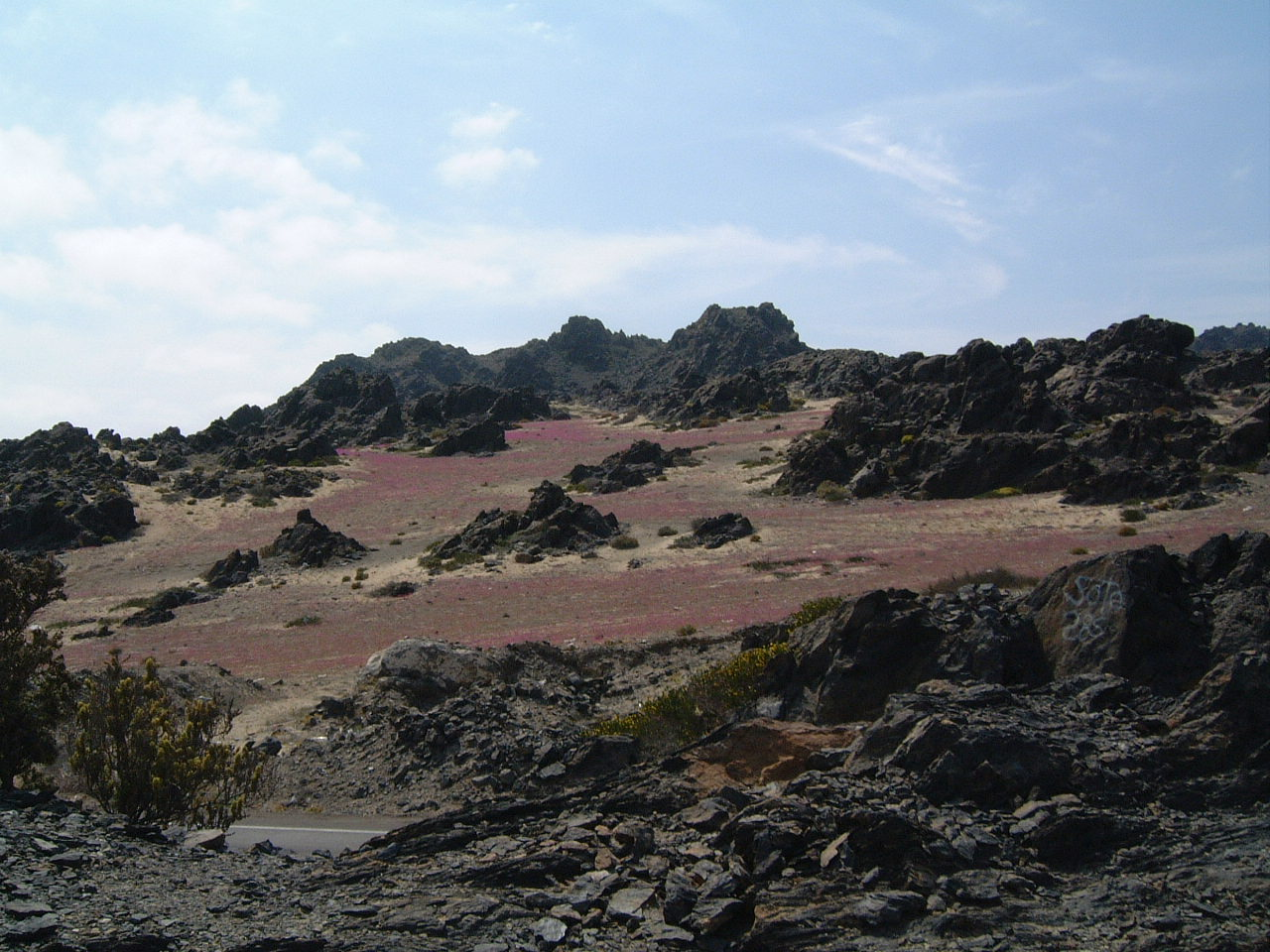
Blühende Wüste im Jahr 2005.
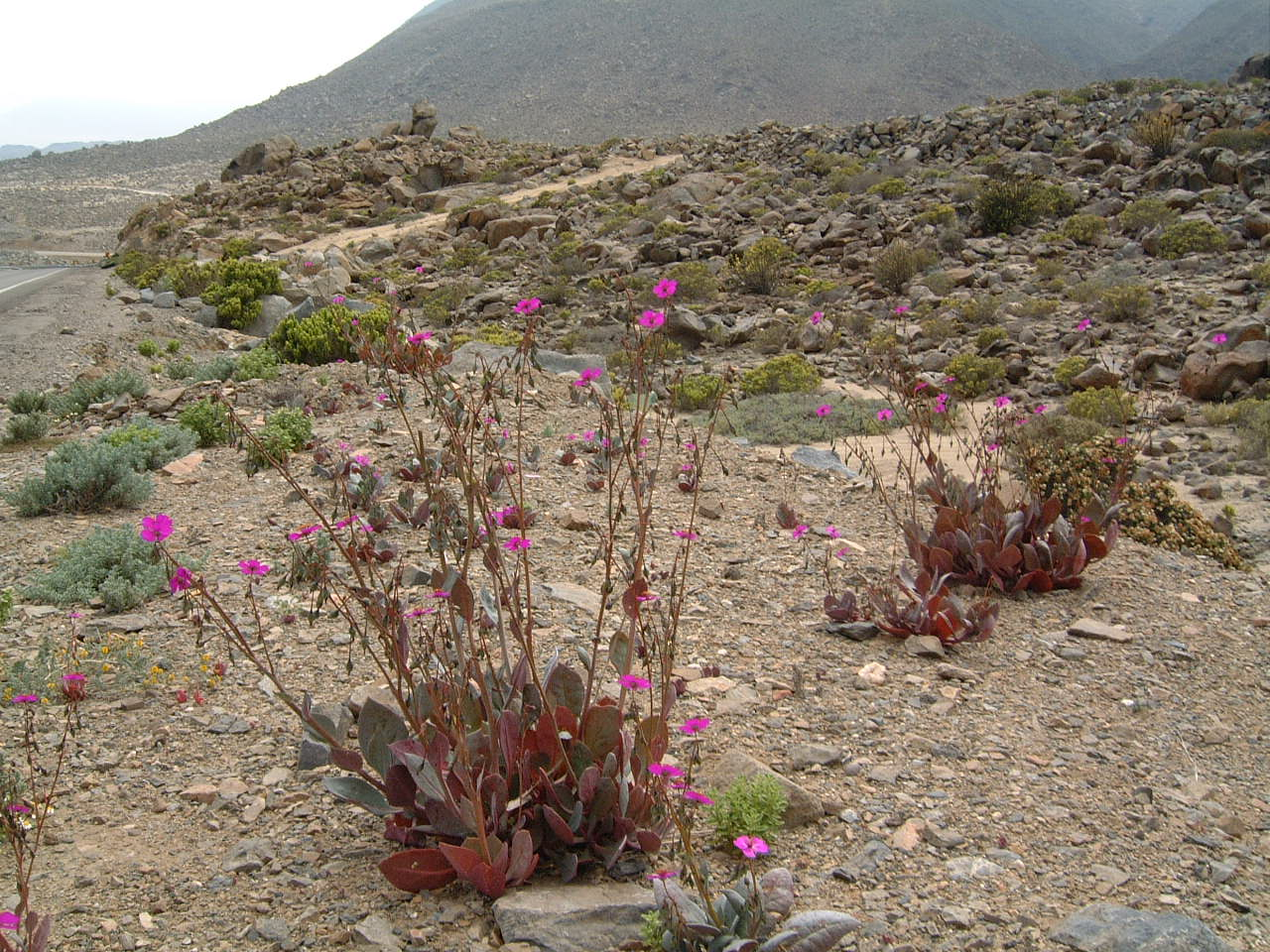
Blühende Wüste im Jahr 2005.